# Парша обыкновенная
Парша обыкновенная — бактериальное заболевание картофеля, поражает в основном кожицу клубня и реже мякоть только во время роста. На кожице клубня образуются бородавки или растрескавшиеся бурые пятна, которые не снижают качество картофеля, но значительно ухудшают его внешний вид.

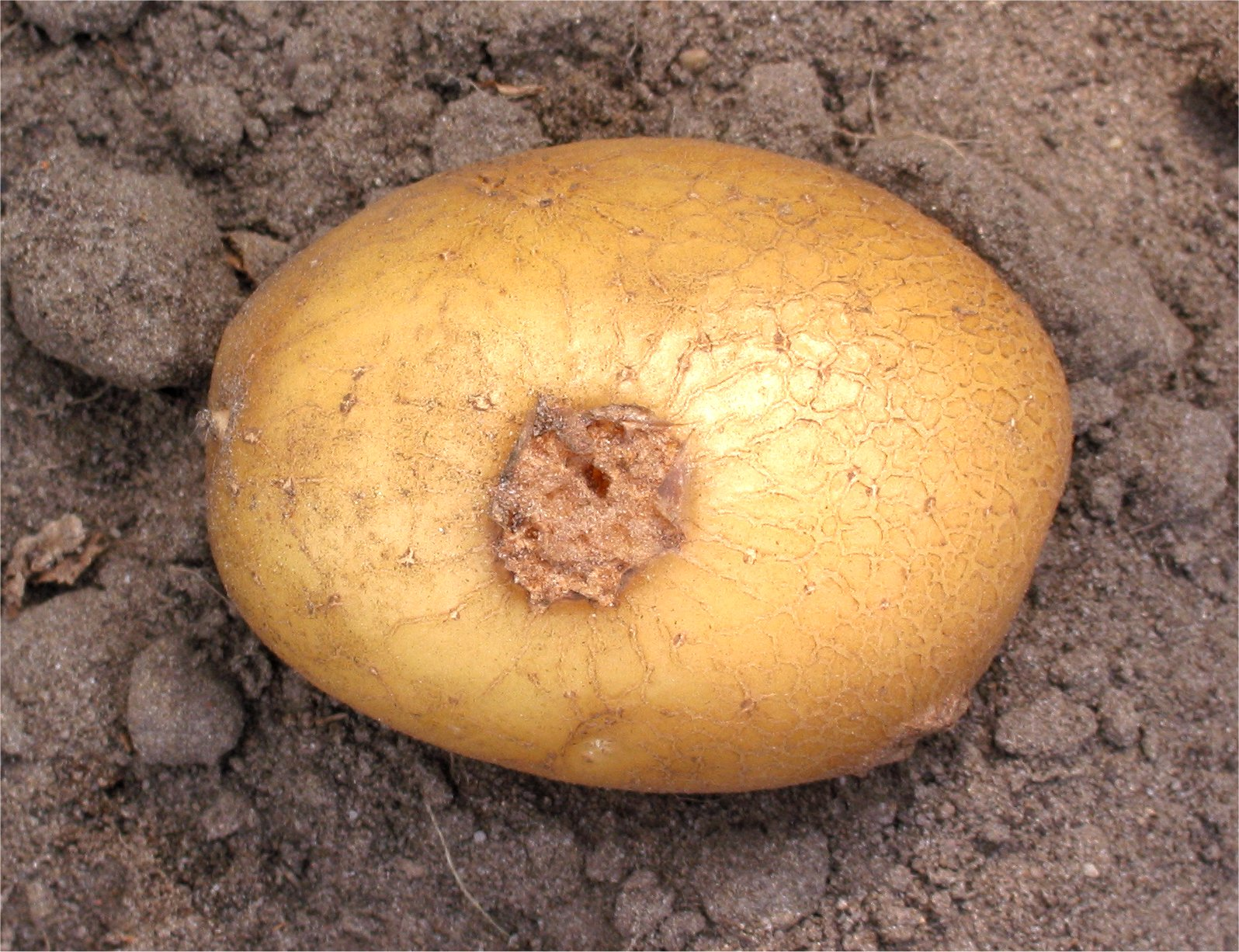

## Парша обыкновенная
Обыкновенную паршу картофеля вызывают актиномицеты
 (ранее назывались лучистые грибки, в настоящее время относятся к бактериям) вида Streptomyces scabies, а также несколько других видов рода Стрептомицеты (Streptomyces).

### Распространённость
Парша картофеля распространена во всех зонах картофелеводства. Основные факторы развития — погодные и почвенные условия и уровень агротехники.

### Вредоносность
При поражённости картофеля обыкновенной паршой происходит снижение товарной ценности клубней: ухудшаются вкусовые качества, снижается содержание крахмала на 5—30 %, увеличиваются отходы при производстве продовольственного картофеля, снижается лёжкость клубней.
Повреждения перидермы, создают благоприятные условия для заражения клубней другими раневыми патогенами, в частности, возбудителями сухих и мокрых гнилей.

### Симптомы и жизненный цикл возбудителя
Патоген заражает корни, подземную часть стебля картофеля, проникает через чечевички и раны в первые недели развития клубней после посадки. На поверхности клубня образуются небольшие неглубокие язвы неправильной формы, которые со временем увеличиваются и пробковеют. Язвы сливаются и часто образуют сплошную корку. На свежевыкопанных клубнях бывает заметен белый паутинистый налет мицелия, который при подсыхании клубня быстро высыхает и исчезает.
Мякоть клубня при этом морфологически изменяется незначительно.

### Факторы развития болезни
Заражению клубней препятствуют почвенные бактерии-антагонисты. Однако их защитный эффект исчезает если в течение первых недель развития клубни остаются сухими. Особенно сильно обыкновенная парша проявляется на легких песчаных и супесчаных почвах , а также сильно известкованных.
Известь способствует росту и размножению грибков. Для развития парши обыкновенной оптимальны нейтральная или слабощелочная реакция почвы (pH 6—7,5).
Развитию заболевания также способствует недостаточное увлажнение почвы в период клубнеобразования. Высокая температура особенно опасна в фазе цветения картофеля (период массового завязывания клубней). Использование в качестве удобрения неперепревшего навоза вызывает усиление развития обыкновенной парши. Патогены накапливаются в основном на остатках растений после уборки урожая в почве. На семенных клубнях, хранящихся в оптимальных условиях, инфекция почти не сохраняется или сохраняется в незначительном количестве.

### Меры борьбы
1. Соблюдение севооборота. Актиномицеты очень устойчивы к неблагоприятным факторам среды и могут жить в почве в течение многих лет.
2. Эффективна запашка сидератов в почву: горчицы, люпина, вики, клевера, люцерны, сои и др.
3. Желательно применять физиологически кислые удобрения (сульфат марганца или сульфат аммония в дозе 60 кг/га).
4. Известкование почвы следует проводить в других звеньях севооборота, поскольку необходимо поддерживать слабокислую реакцию почвы.
5. Проращивание и выбраковка больных клубней
6. Установлено, что сорта с тонкой или красной кожурой, более восприимчивы к парше обыкновенной. Относительно высокую устойчивость к парше обыкновенной имеют сорта Жуковский ранний, Гатчинский, Удача и другие. Абсолютно устойчивых сортов нет
7. Некоторое снижение вредоносности парши обыкновенной (до 40 %) можно получить, если клубни перед посадкой обрабатывать препаратам Максим в дозе 400 г/т.

Обработка растений веществами, повышающими иммунный статус растений и являющимися регуляторами роста (Агат-25К в дозе 150 г/га и др.), в некоторой степени снижают поражение клубней паршой обыкновенной
1. Посадка здорового посадочного материала.
2. Следует проводить орошение почвы, начиная с развития клубней (фаза бутонизации-цветения) и продолжая в течение месяца (необходимо, чтобы в этот период времени влажность почвы была не ниже 75—80 % от полной влагоёмкости).